# Cordillera (departement)

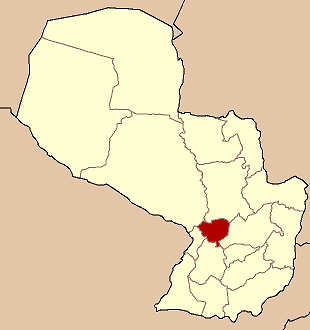
Departementets läge.

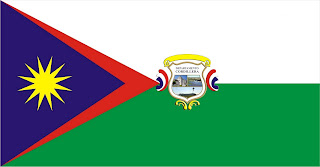
Departementets flagga.

Departementet Cordillera (Departamento de Cordillera) är ett av Paraguays 17 departement.  Departementet skapades 1906.

## Geografi
Cordillera har en yta på cirka 4 948 km² med cirka 234 000 invånare. Befolkningstätheten är 10 invånare/km². Departementet ligger i Región Oriental (Östra regionen).
Huvudorten är Caacupé med cirka 20 000 invånare.

## Förvaltning
Distriktet förvaltas av en Gobernador och har ordningsnummer 3, ISO 3166-2-koden är "PY-3".
Departementet är underdelad i 20 distritos (distrikt):
- Altos
- Arroyos y Esteros
- Atyrá
- Caacupé
- Caraguatay
- Emboscada
- Eusebio Ayala
- Isla Pucú
- Itacurubí de la Cordillera
- Juan de Mena
- Loma Grande
- Mbocayaty del Jhaguy
- Nueva Colombia
- Piribebuy
- Primero de Marzo
- San Bernardino
- San José Obrero
- Santa Elena
- Tobatí
- Valenzuela

Distrikten är sedan underdelade i municipios (kommuner).